# Sinatra
Sinatra（シナトラ）は、Rubyで作成されたオープンソースのWebアプリケーションフレームワークである。2007年に公開された。
他の著名なRubyで作成されたWebアプリケーションフレームワークであるRuby on Railsなどは、Model View Controller（MVC）の考え方に基づいた設計となっている。一方SinatraはMVCに基づかない設計で作成されており、小さく、柔軟性があるプログラミングが可能となるよう意識されている。一方、SinatraをベースにPadrinoというフレームワークが作成されており、こちらはMVC構造やヘルパー、国際化に対応している。
Sinatraは、いくつかの企業や団体によって、使用されている。代表的なところでは、Apple、BBC、イギリス政府、LinkedIn、Heroku、GitHub、Songbird、スタンフォード大学、レッドハットなどである。また、HerokuはSinatraの開発を支援している。

## コードの例
```
#!/usr/bin/env ruby

require
 
'sinatra'

get
 
'/'
 
do

  
redirect
 
to
(
'/hello/World'
)

end

get
 
'/hello/:name'
 
do

  
"Hello 
#{
params
[
:name
]
}
!"

end

```